# Campeonato Europeo de Hockey sobre Hierba Masculino de 2013
El XIV Campeonato Europeo de Hockey sobre Hierba Masculino se celebró en Boom (Bélgica) entre el 17 y el 25 de agosto de 2013 bajo la organización de la Federación Europea de Hockey (EHF) y la Real Asociación Belga de Hockey. Paralelamente se celebró el XI Campeonato Europeo de Hockey sobre Hierba Femenino. Los partidos se realizaron en las instalaciones del Club de Hockey Braxgata de la localidad flamenca.
Un total de ocho selecciones nacionales afiliadas a la EHF compitieron por el título de campeón europeo, cuyo anterior portador era el equipo de Alemania, vencedor del EuroHockey 2011. 
La selección de Alemania se adjudicó la medalla de oro al derrotar en la final al equipo anfitrión con un marcador de 3-1. En el partido por el tercer puesto el conjunto de los Países Bajos venció al de Inglaterra.

## Grupos
| Grupo A         | Grupo B      |
| --------------- | ------------ |
| Alemania        | Países Bajos |
| España          | Inglaterra   |
| Bélgica         | Irlanda      |
| República Checa | Polonia      |

## Fase preliminar
- Todos los partidos en la hora local de Bélgica (UTC+2).

### Grupo A
| Equipo          | J | G | E | P | GF | GC | DG  | PTS |
| --------------- | - | - | - | - | -- | -- | --- | --- |
| Bélgica         | 3 | 2 | 1 | 0 | 8  | 3  | +5  | 7   |
| Alemania        | 3 | 2 | 0 | 1 | 10 | 5  | +5  | 6   |
| España          | 3 | 1 | 1 | 1 | 11 | 9  | +2  | 4   |
| República Checa | 3 | 0 | 0 | 3 | 1  | 13 | -12 | 0   |

- Resultados

| Fecha | Hora  | Partido  | Partido | Partido         | Resultado |
| ----- | ----- | -------- | ------- | --------------- | --------- |
| 17.08 | 16:00 | España   | -       | República Checa | 6-1       |
| 17.08 | 20:00 | Alemania | -       | Bélgica         | 1-2       |
| 19.08 | 14:00 | España   | -       | Alemania        | 3-6       |
| 19.08 | 18:00 | Bélgica  | -       | República Checa | 4-0       |
| 21.08 | 16:00 | Alemania | -       | República Checa | 3-0       |
| 21.08 | 18:00 | Bélgica  | -       | España          | 2-2       |

### Grupo B
| Equipo       | J | G | E | P | GF | GC | DG  | PTS |
| ------------ | - | - | - | - | -- | -- | --- | --- |
| Países Bajos | 3 | 3 | 0 | 0 | 16 | 2  | +14 | 9   |
| Inglaterra   | 3 | 1 | 1 | 1 | 8  | 6  | +2  | 4   |
| Irlanda      | 3 | 1 | 1 | 1 | 7  | 6  | +1  | 4   |
| Polonia      | 3 | 0 | 0 | 3 | 4  | 21 | -17 | 0   |

- Resultados

| Fecha | Hora  | Partido      | Partido | Partido      | Resultado |
| ----- | ----- | ------------ | ------- | ------------ | --------- |
| 18.08 | 10:00 | Inglaterra   | -       | Polonia      | 5-2       |
| 18.08 | 18:00 | Países Bajos | -       | Irlanda      | 2-1       |
| 19.08 | 16:00 | Irlanda      | -       | Polonia      | 4-2       |
| 19.08 | 20:00 | Inglaterra   | -       | Países Bajos | 1-2       |
| 21.08 | 11:30 | Irlanda      | -       | Inglaterra   | 2-2       |
| 21.08 | 20:00 | Países Bajos | -       | Polonia      | 12-0      |

## Fase final
- Todos los partidos en la hora local de Bélgica (UTC+2).

### Semifinales
| Fecha | Hora  | Partido      | Partido | Partido    | Resultado |
| ----- | ----- | ------------ | ------- | ---------- | --------- |
| 23.08 | 18:00 | Países Bajos | -       | Alemania   | 3-5       |
| 23.08 | 20:30 | Bélgica      | -       | Inglaterra | 3-0       |

### Tercer lugar
| Fecha | Hora  | Partido      | Partido | Partido    | Resultado |
| ----- | ----- | ------------ | ------- | ---------- | --------- |
| 25.08 | 13:30 | Países Bajos | -       | Inglaterra | 3-2       |

### Final
| Fecha | Hora  | Partido  | Partido | Partido | Resultado |
| ----- | ----- | -------- | ------- | ------- | --------- |
| 25.08 | 16:00 | Alemania | -       | Bélgica | 3-1       |

## Medallero
| Alemania | Bélgica | Países Bajos |

## Clasificación general
| 1. Alemania        |
| 2. Bélgica         |
| 3. Países Bajos    |
| 4. Inglaterra      |
| 5. España          |
| 6. Irlanda         |
| 7. Polonia         |
| 8. República Checa |